# Carbonado
Carbonado az Amerikai Egyesült Államok északnyugati részén, Washington állam Pierce megyéjében elhelyezkedő város. A 2010. évi népszámlálási adatok alapján 610 lakosa van.

## Történet
Az egykori bányászvárosban főleg lengyel bevándorlók éltek. Az 1899. december 9-ei bányarobbanás során 31-en életüket vesztették.
Carbonado 1948. szeptember 13-án kapott városi rangot.

## Éghajlat
| Hónap                         | Jan.  | Feb.  | Már.  | Ápr. | Máj. | Jún. | Júl. | Aug. | Szep. | Okt. | Nov.  | Dec.  | Év    |
| ----------------------------- | ----- | ----- | ----- | ---- | ---- | ---- | ---- | ---- | ----- | ---- | ----- | ----- | ----- |
| Rekord max. hőmérséklet (°C)  | 23,3  | 22,8  | 23,9  | 31,1 | 33,3 | 33,9 | 37,2 | 36,7 | 33,9  | 32,2 | 23,9  | 18,9  | 37,2  |
| Átlagos max. hőmérséklet (°C) | 7,8   | 8,9   | 10,6  | 12,8 | 16,1 | 18,9 | 22,8 | 23,3 | 20,6  | 15,6 | 10,0  | 6,7   | 14,5  |
| Átlagos min. hőmérséklet (°C) | 0,6   | 0,6   | 1,7   | 3,3  | 6,1  | 8,9  | 11,1 | 11,1 | 8,3   | 5,0  | 2,2   | 0,0   | 4,9   |
| Rekord min. hőmérséklet (°C)  | −18,9 | −16,7 | −11,7 | −3,9 | −3,3 | −1,1 | 2,2  | 0,0  | −2,2  | −7,8 | −13,9 | −18,0 | −18,9 |
| Átl. csapadékmennyiség (mm)   | 182   | 132   | 148   | 128  | 122  | 100  | 49   | 44   | 72    | 128  | 221   | 148   | 1474  |
| Forrás: The Weather Channel   |       |       |       |      |      |      |      |      |       |      |       |       |       |

## Népesség
A 2010-es népszámláláskor a városnak 610 lakója, 208 háztartása és 153 családja volt. A népsűrűség 564,8 fő/km2. A lakóegységek száma 218, sűrűségük 201,9 db/km2. A lakosok 93,1%-a fehér, 0,7%-a afroamerikai, 1%-a indián, 1,1%-a ázsiai, 0,2%-a a Csendes-óceáni szigetekről származik, 1,5%-a egyéb, 2,5%-a pedig kettő vagy több etnikumú. A spanyol vagy latino származásúak aránya 4,8% (   )
A háztartások 39,9%-ában élt 18 évnél fiatalabb. 57,7% házas, 6,7% egyedülálló nő, 9,1% egyedülálló férfi, 26,4% pedig nem család. 18,8% egyedül élt; 5,8%-uk 65 éves vagy idősebb. Egy háztartásban átlagosan 2,93 személy élt; a családok átlagmérete 3,37 fő.
A medián életkor 34,9 év volt. A város lakóinak 43,2%-a 18 évesnél fiatalabb, 9,3% 18 és 24 év közötti, 27,2%-uk 25 és 44 év közötti, 24,7%-uk 45 és 64 év közötti, 10,3%-uk pedig 65 éves vagy idősebb. A lakosok 52,5%-a férfi, 47,5%-a pedig nő.

## Oktatás
A város iskoláját a Carbonadói Történelmi Tankerület működteti.

## Nevezetes személyek
- Frank Robinson, a Robinson Helicopters vezérigazgatója[12]
- Paul Strand, baseballozó[13]

## Fordítás
- Ez a szócikk részben vagy egészben  a   Carbonado, Washington című angol Wikipédia-szócikk ezen változatának fordításán alapul.  Az eredeti cikk szerkesztőit annak laptörténete sorolja fel. Ez a jelzés csupán a megfogalmazás eredetét és a szerzői jogokat jelzi, nem szolgál a cikkben szereplő információk forrásmegjelöléseként.